# Frédéric Desmons

Frédéric Desmons

Frédéric Desmons (* 14. Oktober 1832 in Brignon (Département Gard); † 4. Januar 1910 in Paris) war calvinistischer Pastor, Deist, Freimaurer und Verfechter der absoluten Gewissensfreiheit.

## Leben
Frédéric Desmons wurde 1832 in Brignon, einer kleinen Gemeinde im Département Gard, geboren. Anfangs studierte er in Nîmes, dann setzte er sein Studium an der von Johannes Calvin gegründeten theologischen Universität Genf fort. 1856 legte er seine Doktorarbeit an der protestantischen Fakultät in Straßburg vor. Seine Thesis lautete: „Essai historique et critique du Mormonisme.“ Kurz nach seiner Rückkehr nach Frankreich wurde er Pastor in Nerdes (in der Nähe seines Geburtsorts), dann in Saint-Geniès-de-Malgoirès. Am 16. Januar 1860 heiratete er in Brignon Juliette Bernis.

### Freimaurerei
1857 gründete Firmin Fatalot in Nîmes die Freimaurerloge L’Echo du Grand Orient unter der Obedienz des Grand Orient de France. Am 8. März 1861 wurde Desmons dort als Freimaurer-Lehrling initiiert, später zum Gesellen befördert und schließlich zum Meister erhoben. 1867 verließ er seine Mutterloge, um in seinem Wohnort Saint-Géniès-de-Malgoirès mit Freimaurer-Brüdern die Loge Le Progrès zu gründen.
Ab 1869 forderte er regelmäßig die Zulassung von Frauen zur Mitarbeit in den Freimaurerlogen. 1871 ersetzte der Grand Orient de France den Titel des Großmeisters durch den des Präsidenten des Großrates. Zwei Jahre darauf wurde Desmons Mitglied des Obersten Rates. In dieser Zeit war er dem Wunsch einiger Logen nach Abschaffung der Verpflichtung auf einen Gottglauben und den Glauben an die Unsterblichkeit der Seele aufgeschlossen. Er widersetzte sich dabei mehrfach den konservativen Kräften im Großorient, die ihn nur als Unruhestifter betrachteten. Der Freimaurer Combes schlug die Trennung von Kirche und Staat vor und Würdenträger forderten die Neutralität der Kirche auf politischer Ebene. Auf Vorschlag der Loge La Fraternité progressive von Villefranche-sur-Saône wurde Desmons für den Konvent 1877 mit dem Ziel zum Berichterstatter ernannt, den Artikel 1 der Konstitution der Großloge zu überprüfen. Dort hielt der calvinistische Pastor vor den Vertretern der Logen eine Rede, in der er argumentierte, dass die Freimaurerei wissenschaftlich und rational sei, daher keiner religiösen Bezüge bedürfe, und forderte auf Grund der Gewissensfreiheit die Abschaffung des Symbols des Allmächtigen Baumeisters aller Welten. Die Delegierten der Logen stimmten zu über zwei Drittel einer solchen Änderung zu. Von nun an bestätigte der Grand Orient de France in seiner Konstitution: „Die Freimaurerei hat zu Grundsätzen die unbedingte Gewissensfreiheit und die menschliche Solidarität. Sie schließt niemanden um seines Glaubens willen aus.“ 1877 kam es erneut zu einem Treffen mit dem Grand Orient de Belgique, Groß-Orient von Italien, der Großloge von Buenos Aires und der Großloge von Ungarn, welche diese Entscheidung übernommen hatten. Durch diese Reform kam es 1877 zu einem Abbruch des Kontakts seitens der angelsächsischen Freimaurerei.

#### Präsident des Großrates
Frédéric Desmons wurde fünfmal zum Präsidenten des Großrates des Grand Orient de France gewählt:
1. von 1889 bis 1891
2. von 1896 bis 1898
3. von 1900 bis 1902
4. von 1905 bis 1907
5. 1909

### Politik
Neben der Freimaurerei und seinem Pastoralamt begann Desmons ab 1877 eine lokalpolitische Karriere, was ihn 1881 dazu zwang, unfreiwillig von seinem Pastoralamt zurückzutreten. Von 1881 bis 1894 war er Abgeordneter des Départements Gard; ab 1894 bis 1909 Senator des Départements. Er wurde ständig wiedergewählt, bis er Vizepräsident, schließlich Präsident des Senats wurde. Am 28. Oktober 1886 repräsentierte er als Vizepräsident des Senats Frankreich bei der Eröffnung der Freiheitsstatue in New York.

### Beerdigung und Gedenken
Sein Leben lang setzte sich für die Trennung von Staat und Kirche ein.
Als er am 4. Januar 1910 verstarb, wurde kurz darauf eine Trauerfeier unter Vorsitz des Ersten Vizepräsidenten des Ordensrates Bouley im Grand Orient de France abgehalten. Am 7. und 9. Januar wurde er unter Anteilnahme einer großen Menge in Paris am (Gare de Lyon) zivil bestattet. Auf der Tür seines Grabes ist das Symbol der Freimaurerei, Winkelmaß und Zirkel, angebracht. Zu seiner Erinnerung errichtete man am Ortseingang von Brignon eine Statue aus Bronze, die 1943 nach dem Krieg von ihrem Sockel entfernt und durch ein Gedenkschild ersetzt wurde.